# Liste der deutschen Botschafter in El Salvador
Die Liste der deutschen Botschafter in El Salvador enthält alle Botschafter der Bundesrepublik Deutschland in El Salvador. Sitz der Botschaft ist in San Salvador.
| Name                               | Amtszeit  | Anmerkungen                   |
| ---------------------------------- | --------- | ----------------------------- |
| Eugen Klee                         | 1951–1955 | Gesandter, später Botschafter |
| Bernd Mumm von Schwarzenstein      | 1955–1959 |                               |
| Alexander Prinz zu Solms-Braunfels | 1960–1968 |                               |
| Karl Albers                        | 1969–1972 |                               |
| Margarete Hütter                   | 1972–1974 |                               |
| Erich Adam Huesch                  | 1974–1977 |                               |
| Joachim Neukirch                   | 1978–1980 |                               |
| Jürgen Engel                       | 1980–1984 | Geschäftsträger a. i.         |
| Henning Dodenberg                  | 1984–1986 |                               |
| Guido Heymer                       | 1986–1988 |                               |
| Joachim Neukirch                   | 1989–1991 |                               |
| Richard Giesen                     | 1991–1998 |                               |
| Sepp Jürgen Wölker                 | 1998–2001 |                               |
| Joachim Neukirch                   | 2001–2005 |                               |
| Rainald Roesch                     | 2005–2006 |                               |
| Jürgen Steinkrüger                 | 2006–2009 |                               |
| Christian Stocks                   | 2009–2012 |                               |
| Heinrich Haupt                     | 2012–2016 |                               |
| Bernd Finke                        | 2016–2020 |                               |
| Peter Woeste                       | 2020–2025 |                               |
| Friedo Sielemann                   | seit 2025 |                               |